# Фрайлея
Фрайлея (Frailea) — рід сукулентних рослин з родини кактусових.

## Розповсюдження та екологія

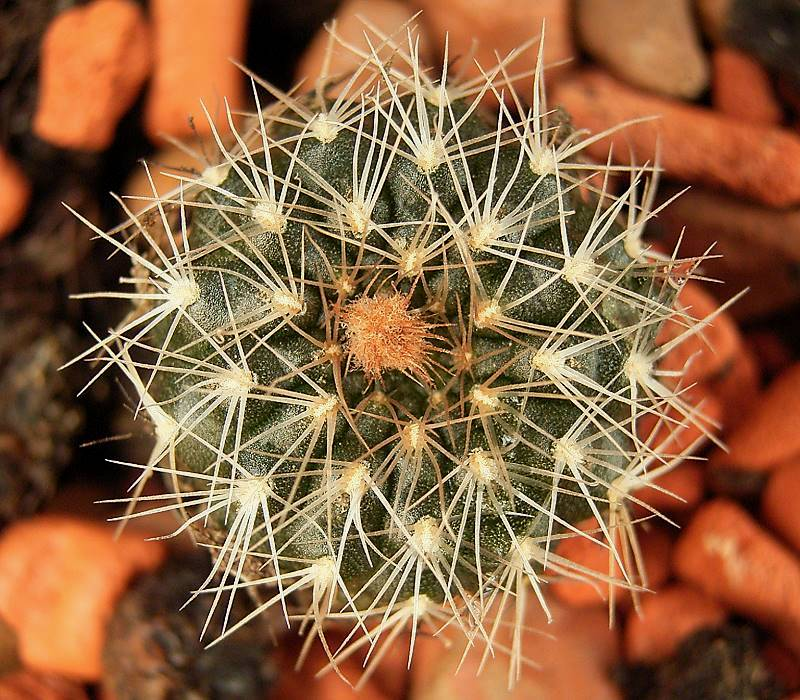
Frailea pygmaea

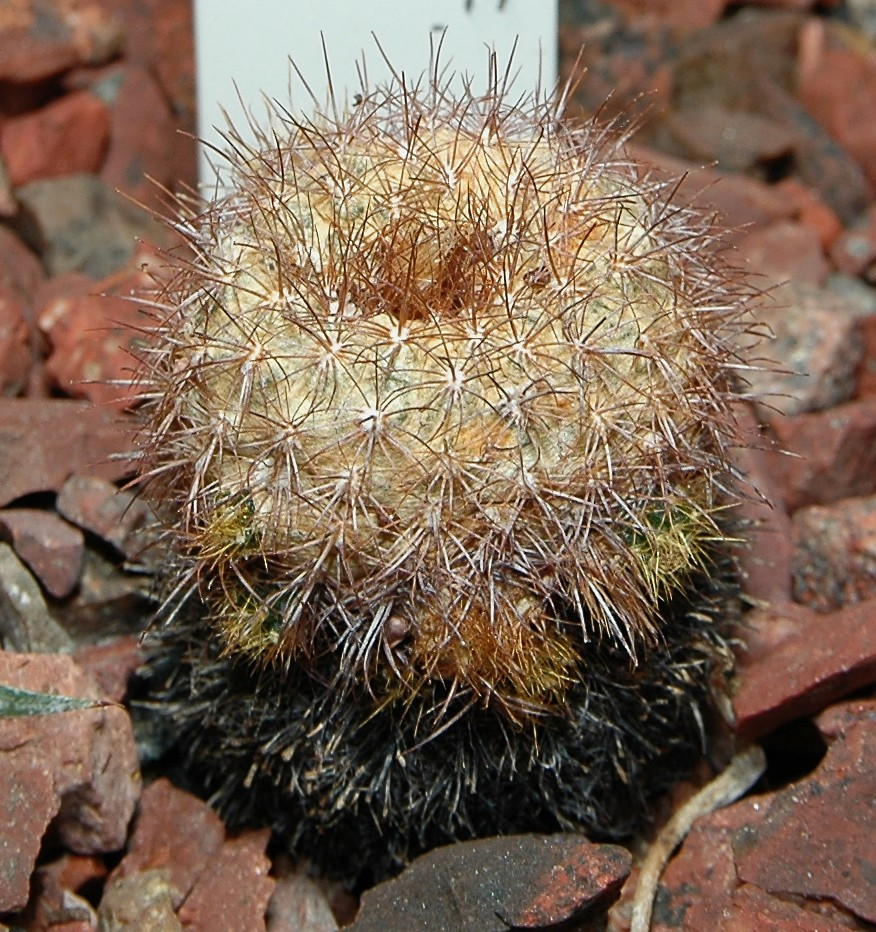
Frailea pumila

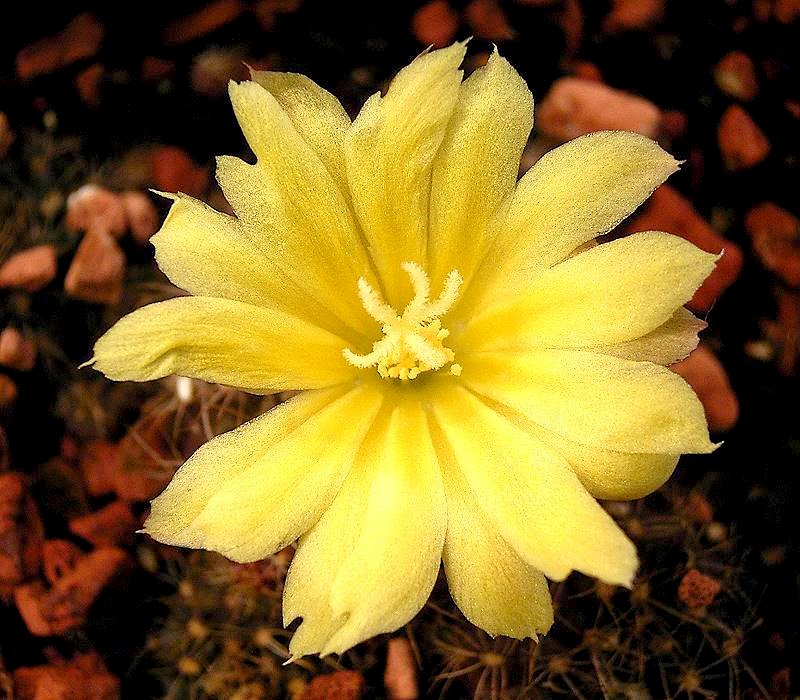
Квітка Frailea pumila

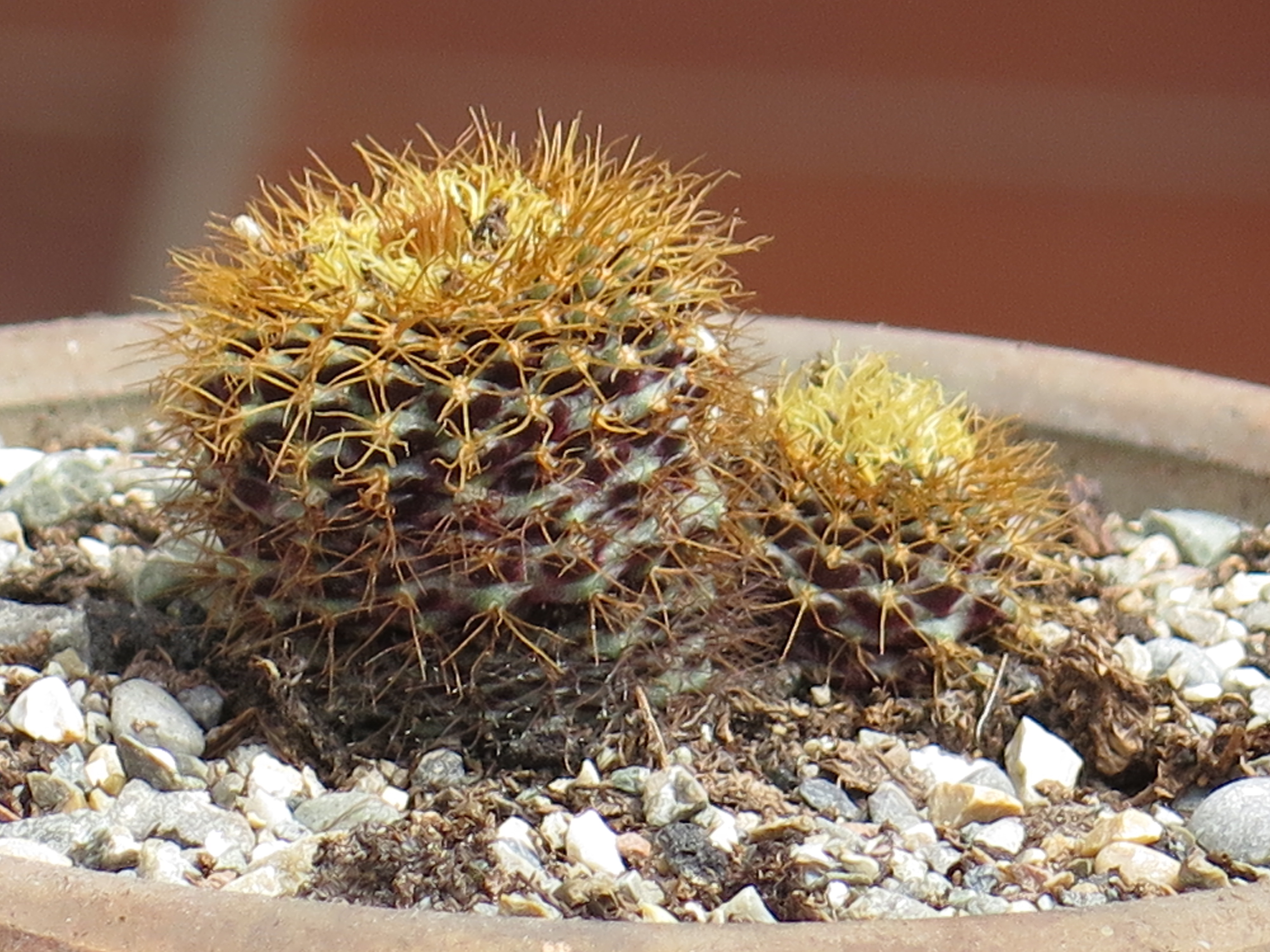
Frailea curvispina

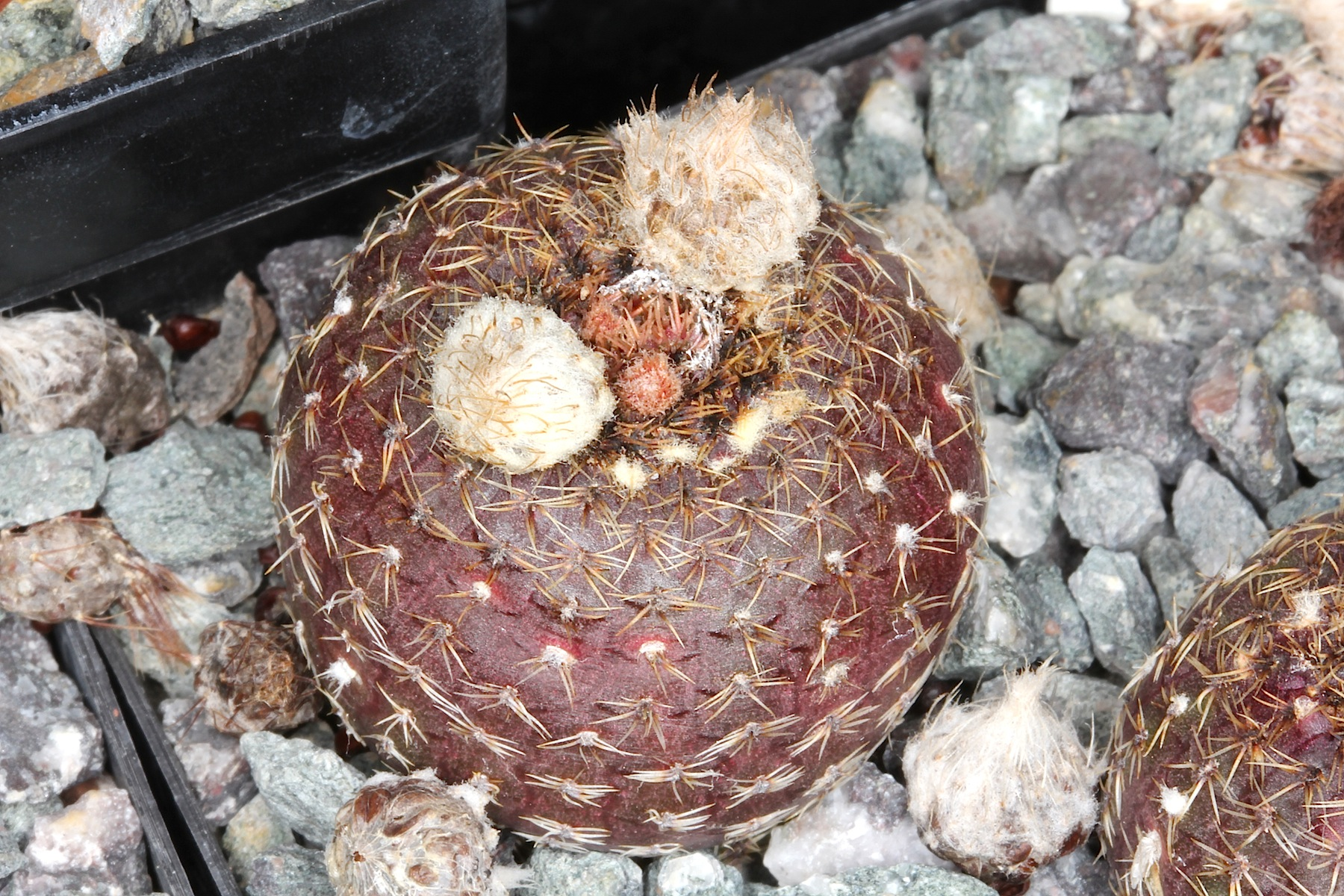
Frailea cataphracta

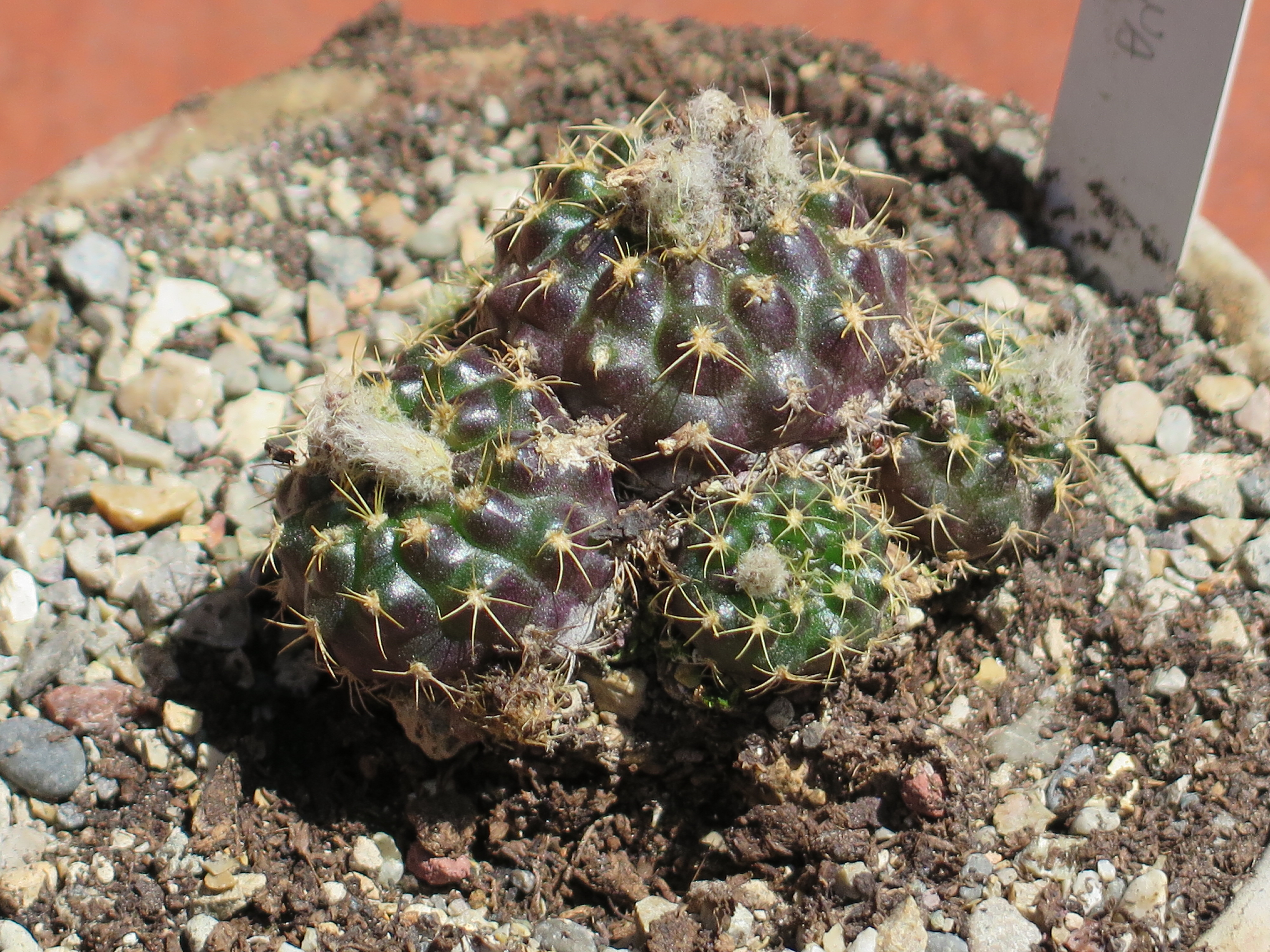
Frailea uhligiana

Ареал розповсюдження охоплює величезні простори внутрішніх областей Південної Америки від Болівії до Бразилії, де фрайлеї доволі поширені, а також у невеликій кількості зустрічаються в Колумбії. Ростуть вони і в гірських місцевостях на висоті 1000—2000 м над рівнем моря. В природних умовах фрайлеї воліють ховатися серед уламкових порід, під прикриттям навколишньої рослинності — трав, чагарників і хвойних дерев. У посушливий період стебла зморщуються, втягуючись частково в кам'янистий, але родючий ґрунт, де окремі екземпляри так і гинуть, не витримуючи тривалого зневоднення.

## Історія
Цей нечисленний за видовим складом рід мініатюрних кактусів був описаний в 1922 році Натаніелем Бріттоном і Джозефом Роузом і названий на честь працівника департаменту сільського господарства з Вашингтона, видного садівника іспанського походження Мануеля Фрайля.

## Опис
У більшості видів стебло кулясте (рідше циліндричне), 3-5 см у діаметрі, обростає бічними пагонами. Ребра (10-25) низькі, майже плоскі, з маленькими горбиками. Ареоли дуже дрібні, опушені, білі або жовті.
Радіальні колючки (3-20) тонкі і короткі, 0,1-0,3 см завдовжки. Центральні колючки (0-3) 0,4-0,7 см завдовжки. Забарвлення колючок від солом'яно-жовтого до коричневого і чорного.
Квітки клейстогамні, при сприятливих умовах розкриваються повністю. Насіння велике, чашоподібне, коричневе, блискуче. Насіннєва шкаралупка дуже схожа на насінневу шкаралупу блосфельдії, що може вказувати на їх віддалену спорідненість.

## Утримання в культурі
В умовах колекції рослини невибагливі, добре розвиваються в субстраті, що наполовину складається із суміші дернової і листяної землі з додаванням до 30 % гравійних складових, решта — наповнювачі з домішкою торф'яної крихти. Полив регулярний, але помірний у міру висихання ґркнту. Навесні фрайлеї слід притіняти від прямих сонячних променів, але після набухання квіткових бруньок відкривати для інтенсивного сонячного освітлення, при якому їх самозапильні в закритому стані клейстогамні квітки розкриваються повністю.
Взимку рослини утримують при температурі 6-10 °C в сухому стані. Тривалі зимівлі фрайлеї переносять важко, їх стебла можуть зморщитися, а коріння стати крихким і ламким, тому до весни рослини слід зрідка обприскувати в теплі години доби і злегка зволожувати субстрат після його попереднього прогрівання.
Фрайлеї — недовговічні рослини. Продовжити їх життя можна щепленням, але це небажано, тому що підвищення динаміки зростання на підщепах призводить до погіршення габітусу рослин. Розмножують ці мініатюрні кактуси насінням, яке дружно проростає. Деякі види фрайлей при вирощуванні з насіння розвиваються дуже повільно.

## Види
| - Frailea castanea - Frailea castanea ssp. harmoniana - Frailea cataphracta - Frailea cataphracta ssp. duchii - Frailea cataphracta ssp. melitae - Frailea cataphracta ssp. tuyensis - Frailea chiquitana - Frailea curvispina - Frailea friedrichii | - Frailea gracillima - Frailea gracillima ssp. albifusca - Frailea gracillima ssp. horstii - Frailea grahliana - Frailea grahliana ssp. moseriana - Frailea knippeliana - Frailea mammifera - Frailea perumbilicata - Frailea phaeodisca | - Frailea piltzii - Frailea pseudopulcherrima - Frailea pumila - Frailea pumila ssp. deminuta - Frailea pygmaea - Frailea pygmaea var. aurea - Frailea pygmaea ssp. fulviseta - Frailea schilinzkyana |